# Filozofia (časopis)
Filozofia je slovenský vědecký časopis pro filozofii.

## Stručná historie
Byl založen v roce 1968. Je vydáván Filozofickým ústavem Slovenské akademie věd. Vychází v Bratislavě šestkrát ročně (únor, duben, květen, září, říjen, prosinec).

## Charakteristika
Časopis uveřejňuje studie, které se věnují problémům filozofie a příbuzných disciplín (metafyziky, etiky, dějin filozofie atd.). Příspěvky se publikují ve třech jazycích: ve slovenštině, v češtině a angličtině.
Periodikum je uváděno v mezinárodních citačních indexech (Arts&Humanities Citation IndexR, Current ContentsR/Arts&Humanities, SCOPUS, EBSCO - Philosopher's Index, Dietrich Index Philosophicus, CEJSH (The Central European Journal of Social Sciences and Humanities), ERIH PLUS, Sherpa Romeo) a je otevřené pro všechny autory nezávisle na jejich metodologii nebo filozofické orientaci. Do časopisu přispívají filozofové nejen ze Slovenska, ale i ze zahraničí. Šéfredaktorkem je od roku 2023 Jon Stewart.

## Distribuce
Na území České republiky je časopis distribuován knihkupectvím Academia.